# Saint-Quentin (quận)
Quận Saint-Quentin là một quận của Pháp, nằm ở tỉnh Aisne, ở vùng Hauts-de-France. Quận này có 9 tổng và 126 xã. 

## Các đơn vị hành chính

### Các tổng
Các tổng của quận Saint-Quentin là: 
1. Bohain-en-Vermandois
2. Le Catelet
3. Moÿ-de-l'Aisne
4. Ribemont
5. Saint-Quentin-Centre
6. Saint-Quentin-Nord
7. Saint-Quentin-Sud
8. Saint-Simon
9. Vermand

### Các xã
Các xã của quận Saint-Quentin, and their INSEE codes là: 
| 1. Alaincourt (02009)           | 2. Annois (02019)                  | 3. Artemps (02025)                    |
| 4. Attilly (02029)              | 5. Aubencheul-aux-Bois (02030)     | 6. Aubigny-aux-Kaisnes (02032)        |
| 7. Beaurevoir (02057)           | 8. Beauvois-en-Vermandois (02060)  | 9. Becquigny (02061)                  |
| 10. Bellenglise (02063)         | 11. Bellicourt (02065)             | 12. Benay (02066)                     |
| 13. Berthenicourt (02075)       | 14. Bohain-en-Vermandois (02095)   | 15. Bony (02100)                      |
| 16. Brancourt-le-Grand (02112)  | 17. Bray-Saint-Christophe (02117)  | 18. Brissay-Choigny (02123)           |
| 19. Brissy-Hamégicourt (02124)  | 20. Castres (02142)                | 21. Caulaincourt (02144)              |
| 22. Cerizy (02149)              | 23. Chevresis-Monceau (02184)      | 24. Châtillon-sur-Oise (02170)        |
| 25. Clastres (02199)            | 26. Contescourt (02214)            | 27. Croix-Fonsommes (02240)           |
| 28. Cugny (02246)               | 29. Dallon (02257)                 | 30. Douchy (02270)                    |
| 31. Dury (02273)                | 32. Essigny-le-Grand (02287)       | 33. Essigny-le-Petit (02288)          |
| 34. Estrées (02291)             | 35. Fayet (02303)                  | 36. Fieulaine (02310)                 |
| 37. Flavy-le-Martel (02315)     | 38. Fluquières (02317)             | 39. Fonsommes (02319)                 |
| 40. Fontaine-Notre-Dame (02322) | 41. Fontaine-Uterte (02323)        | 42. Fontaine-lès-Clercs (02320)       |
| 43. Foreste (02327)             | 44. Francilly-Selency (02330)      | 45. Fresnoy-le-Grand (02334)          |
| 46. Gauchy (02340)              | 47. Germaine (02343)               | 48. Gibercourt (02345)                |
| 49. Gouy (02352)                | 50. Gricourt (02355)               | 51. Grugies (02359)                   |
| 52. Happencourt (02367)         | 53. Hargicourt (02370)             | 54. Harly (02371)                     |
| 55. Hinacourt (02380)           | 56. Holnon (02382)                 | 57. Homblières (02383)                |
| 58. Itancourt (02387)           | 59. Jeancourt (02390)              | 60. Joncourt (02392)                  |
| 61. Jussy (02397)               | 62. La Ferté-Chevresis (02306)     | 63. Lanchy (02402)                    |
| 64. Le Catelet (02143)          | 65. Le Verguier (02782)            | 66. Lehaucourt (02374)                |
| 67. Lempire (02417)             | 68. Lesdins (02420)                | 69. Levergies (02426)                 |
| 70. Ly-Fontaine (02446)         | 71. Magny-la-Fosse (02451)         | 72. Maissemy (02452)                  |
| 73. Marcy (02459)               | 74. Mesnil-Saint-Laurent (02481)   | 75. Mont-d'Origny (02503)             |
| 76. Montbrehain (02500)         | 77. Montescourt-Lizerolles (02504) | 78. Montigny-en-Arrouaise (02511)     |
| 79. Morcourt (02525)            | 80. Moÿ-de-l'Aisne (02532)         | 81. Mézières-sur-Oise (02483)         |
| 82. Nauroy (02539)              | 83. Neuville-Saint-Amand (02549)   | 84. Neuvillette (02552)               |
| 85. Ollezy (02570)              | 86. Omissy (02571)                 | 87. Origny-Sainte-Benoite (02575)     |
| 88. Parpeville (02592)          | 89. Pithon (02604)                 | 90. Pleine-Selve (02605)              |
| 91. Pontru (02614)              | 92. Pontruet (02615)               | 93. Prémont (02618)                   |
| 94. Ramicourt (02635)           | 95. Regny (02636)                  | 96. Remaucourt (02637)                |
| 97. Remigny (02639)             | 98. Renansart (02640)              | 99. Ribemont (02648)                  |
| 100. Roupy (02658)              | 101. Rouvroy (02659)               | 102. Saint-Quentin (02691)            |
| 103. Saint-Simon (02694)        | 104. Savy (02702)                  | 105. Seboncourt (02703)               |
| 106. Sequehart (02708)          | 107. Serain (02709)                | 108. Seraucourt-le-Grand (02710)      |
| 109. Sissy (02721)              | 110. Sommette-Eaucourt (02726)     | 111. Surfontaine (02732)              |
| 112. Séry-lès-Mézières (02717)  | 113. Thenelles (02741)             | 114. Trefcon (02747)                  |
| 115. Tugny-et-Pont (02752)      | 116. Urvillers (02756)             | 117. Vaux-en-Vermandois (02772)       |
| 118. Vendelles (02774)          | 119. Vendeuil (02775)              | 120. Vendhuile (02776)                |
| 121. Vermand (02785)            | 122. Villeret (02808)              | 123. Villers-Saint-Christophe (02815) |
| 124. Villers-le-Sec (02813)     | 125. Étaves-et-Bocquiaux (02293)   | 126. Étreillers (02296)               |